# Дачный (Омская область)
Да́чный — посёлок в Омском районе Омской области. Входит в Надеждинское сельское поселение.

## География
Посёлок расположен примерно в 6 километрах от местной железной дороги и приблизительно в 10 километрах от реки Иртыш.

## Население
| 2006 | 2010 | 2013 | 2015 |
| ---- | ---- | ---- | ---- |
| 474  | ↘461 | ↗503 | ↘497 |

## Инфраструктура
В посёлке расположен АСУСО Омской области «Большекулачинский специальный дом-интернат для престарелых и инвалидов».

## Транспорт
Автомобильный и железнодорожный транспорт.